# 孔褒
孔褒（2世紀—169年），一名曪，字文礼，东汉末鲁国曲阜人，孔子二十代孙，高祖父孔尚，鉅鹿太守。父孔宙，泰山都尉。弟孔融。
孔褒曾選為孝廉，並擔任豫州從事。與張儉是好友。張儉因「黨錮之禍」被通緝，四處逃亡，張儉便投奔孔褒。不巧孔褒不在家，應門的孔融當時只有十六歲，張儉覺得他只是個小孩，並沒有把實情告訴孔融。孔融見張儉神色慌張，於是便把張儉留下。後來事情敗露，張儉逃走，孔融、孔褒卻被逮捕下獄。孔融說張儉是他留下的，他該負責；孔褒說“彼來求我，非弟之過”，他該負責；孔母說她是家長，她該負責，鬧得“一門爭死”。後來皇帝決定由孔褒負責，將孔褒處決。